# Anthriscus fumarioides
Anthriscus fumarioides är en växtart i släktet småkörvlar (Anthriscus) och familjen flockblommiga växter.
Arten är en två- eller flerårig ört som förekommer i Italien och på västra Balkan.